# Бакабулак
Бакабула́к (каз. Бақабұлақ) — село у складі Казигуртського району Туркестанської області Казахстану. Входить до складу Сарапхананського сільського округу.
У Радянські час село називалось Бахабулак.
Населення — 234 особи (2021; 236 у 2009, 226 у 1999, 206 у 1989).